# エージェント・オブ・シールド
『エージェント・オブ・シールド』（Marvel's Agents of S.H.I.E.L.D., または Agents of S.H.I.E.L.D.）は、スーパーヒーローが活躍する世界において平和維持と諜報活動を担う架空の組織S.H.I.E.L.D.（Strategic Homeland Intervention, Enforcement, and Logistics Division）を題材に、ジョス・ウェドン、ジェド・ウェドン、モーリサ・タンチャローエンがABCで企画したアメリカ合衆国のテレビドラマシリーズである。

## 概要
様々な「マーベル・コミック」の実写映画を、同一の世界観のクロスオーバー作品として扱う『マーベル・シネマティック・ユニバース』のスピンオフ（外伝）作品であり、同シリーズの映画作品群と世界観を共有している。
シリーズはABCスタジオ、マーベル・テレビジョン、ミュータント・エネミーが製作し、クラーク・グレッグが映画シリーズと同じくフィル・コールソンを演じている。
2014年5月8日に第2シーズンへの更新が決定し、2014年9月23日より放送が始まっている。第3シーズンは、2015年9月29日、第4シーズンは2016年9月20日、第5シーズンは2017年12月1日より放送された。第6シーズン及び第7シーズンへの更新も決定したが、各13話構成となる。
日本では、第1シーズンは、2014年9月3日にオンデマンド配信が開始され、同年12月27日から2015年1月4日にかけてWOWOWで放送された。また、関東ローカル枠で2015年4月3日から日本テレビで、2015年7月より第1シーズンがDlifeにて放送された。
第2シーズンは、2015年8月15日から10月3日にかけてWOWOWで放送され、Dlifeでは2016年3月から8月20日にかけて放送された。第3シーズンは、2016年8月27日から9月25日にかけてWOWOWで放送され、Dlifeでは1月21日から6月24日にかけて放送された。第4シーズンは、2017年8月19日からWOWOWで放送され、Dlifeでは2018年4月28日から放送された。第5シーズンは2018年8月4日からWOWOWで放送され、Dlifeでは2019年3月9日から放送された。第6シーズンは2019年9月14日からWOWOWで放送され、Dlifeでは2019年12月から放送予定である。第7シーズンは2021年2月26日にDisney+で配信開始予定。
2019年7月、サンディエゴ・コミコンにてシーズン７で終了することを正式に発表した。

## ストーリー
このシリーズはS.H.I.E.L.D.のエージェントのフィル・コールソンと彼により結成された少数精鋭チームが様々な怪事件に挑む姿が描かれる。第1シーズンでチームはムカデ計画とその指導者のクレアボヤントを追跡し、最終的にその背後にはヒドラが潜んでいることを知り、さらにはS.H.I.E.L.D.自体もヒドラが関わっていたことが判明し、崩壊する。第2シーズンでチームは政府と国民からS.H.I.E.L.D.の信頼を取り戻すために奮闘。その最中で特殊能力保有者である「インヒューマンズ」の存在が明らかとなっていく。第3シーズンでは世界中のインヒューマンズを巡る戦いが繰り広げられる。第4シーズンではコールソンが長官から退いた新生S.H.I.E.L.D.の活動が描かれ、その中でアンドロイドであるエイダ、LMDを中心とした騒動に発展していく。第5シーズンでは地球が破壊された未来へコールソンたちがタイムスリップしてしまい、地球の運命を変えるためにS.H.I.E.L.D.が奮闘する。

## 登場人物
フィル・コールソン
演 - クラーク・グレッグ、日本語吹替 - 村治学
出演 - シーズン1〜
シリーズのヘッドラインとなるキャラクターであるコールソンはS.H.I.E.L.D.の捜査官で、多くの現場任務を統括しており、ロキによって殺されたと思われていたが、アベンジャーズのメンバーを守るために研究開発中の医療技術コードネーム「タヒチ」により復活を遂げた。
メリンダ・メイ
演 - ミン・ナ・ウェン、日本語吹替 - 沢海陽子
出演 - シーズン1〜
エースパイロットで兵器の専門家でもあるS.H.I.E.L.D.捜査官。キャスティング・シートでは当初アルテア・ライス捜査官と書かれていた。コールソンの右腕であるが、シーズン1ではコードネーム「タヒチ」計画の副作用が起こらないか、当時の長官の指示でコールソンを見張っていた。
スカイ（第1・2シーズン） / デイジー・ジョンソン（第3シーズンから）
演 - クロエ・ベネット、日本語吹替 - 渋谷はるか
出演 - シーズン1〜
民間のコンピュータハッカーであり、政治的ハッカーグループ「ライジング・タイド」のメンバーであった。パイロットエピソードでコールソンにシールドでも不可能なハッキングこなす能力を買われ、誘われて半強制的に彼のチームに入るが、エージェントとして教育を受け通常の手続きを経てメンバー入りしたわけでは無い事もありなかなかエージェントとしてチームメンバーになかなか受け入れてもらえなかった。コールソンがチームのメンバーに弁明する際「陽気で間抜け」だが、「暖かく、先端的で機知に富んでいる」と説明されており、どんな状況でも自分の意思を貫く。
レオポルド・フィッツ
演 - イアン・デ・カーステッカー、日本語吹替 - 落合佑介
出演 - シーズン1〜
兵器技術を専門とするS.H.I.E.L.D.捜査官。
シーズン初期は、フィッツ・シモンズと呼ばれており、フィッツとシモンズ二人で一人のようにいつも一緒にいることが多く、二人セットで扱われることも多かった。ある事件をきっかけに脳に障害を負うことになる。メカに強く、メカの設計・開発に加え古代の機械等から最先端技術の解析・分析研究を担当。
ジェマ・シモンズ
演 - エリザベス・ヘンストリッジ、日本語吹替 - 宮下ともみ
出演 - シーズン1〜
生命科学（人間とエイリアン両方）に精通したS.H.I.E.L.D.捜査官で、レオ・フィッツ捜査官とは親密なパートナーであり、兄弟以上、恋人未満のような関係である。生物・医療研究開発担当。
ランス・ハンター
演 - ニック・ブラッド、日本語吹替 - 滝知史
出演 - シーズン2〜3、5
S.T.R.I.K.E.と提携する傭兵。
バーバラ・モース(ボビー)
演 - エイドリアンヌ・パリッキ、日本語吹替 - 林真里花
出演 - シーズン2〜3
ハンターの元妻。諜報活動、格闘のプロ。
アルフォンソ・マッケンジー(マック)
演 - ヘンリー・シモンズ、日本語吹替 - 間宮康弘
出演 - シーズン2〜
メカニック担当。
リンカーン・キャンベル
演 - ルーク・ミッチェル、日本語吹替 - 川田紳司
出演 - シーズン2〜3
インヒューマンズ。医療に長けている。
エレナ・ロドリゲス(ヨーヨー)
演 - ナタリア・コルドバ＝バックリー、日本語吹替 - 相田さやか
出演 - シーズン3〜
高速移動能力を持つインヒューマンズ。コロンビア出身。
ニック・フューリー
演 - サミュエル・L・ジャクソン、日本語吹替 - 竹中直人
S.H.I.E.L.D.長官。
マリア・ヒル
演 - コビー・スマルダーズ  日本語吹替は本田貴子

グラント・ウォード
演 - ブレット・ダルトン、日本語吹替 - 花輪英司
出演 - シーズン1〜4
コールソンのチームに潜入していたHYDRAメンバー。S.H.I.E.L.D.ではブラックオプスの専門家として活動。年齢は30代前半で、仕事が出来る「男らしい男」であるが社交性に乏しいのは育った家庭環境に影響する。シーズン後半からシールドから離れる。スカイ/デイジー・ジョンソン/クエイクに思いを寄せている。

## 製作
2009年にウォルト・ディズニー・カンパニーがマーベル・エンターテインメントを買収した後、マーベル・テレビジョン部門が新設されたことが発表された。その後数ヶ月、マーベルのコミックに基づく様々なパイロットが企画段階に入った。
2012年7月、マーベル・テレビジョンはABCと共にマーベル・シネマティック・ユニバースと世界観を共有した新番組の協議に入った。2012年8月、『アベンジャーズ』の監督で、『バフィー 〜恋する十字架〜』と『ファイヤーフライ 宇宙大戦争』の発案者であもあるジョス・ウィードンが企画に参加することが発表された。数週後、ABCは『S.H.I.E.L.D.』と呼ばれる番組のパイロット版を発注した。パイロット版はジョス・ウィードン、ジェド・ウィードン、モーリサ・タンチャローエンが脚本を執筆し、ジョス・ウィードンが監督する。またシリーズのショーランナーはジェド・ウィードン、タンチャローエン、ジェフリー・ベルが務める。ディズニーCEOのボブ・アイガーは、『アベンジャーズ』のニューヨークの戦いで使われたチタウリの武器を拾ったカップルを追跡するS.H.I.E.L.D.エージェントを描いたマーベル・ワンショット作品『アイテム47』を鑑賞した後にシリーズ化のグリーンライトを出した。
2013年4月、ABCは番組のタイトルが『Marvel's Agents of S.H.I.E.L.D.』であることを発表し、またフルシーズンの製作を正式に決定した。2013年7月、ジェド・ウィードンはテレビシリーズが過去、そして今後のマーベル映画と並行して動くと語った。また同月、モーリサ・タンチャローエンは自身のTwitterページにて、ジョス・ウィードン、ジェド・ウィードン・ジェブ・ベル、ポール・ズビゼウスキー、モニカ・オウス＝ブリーン、ブレント・フレッチャー、ローレン・ルフラン、レイフ・ジャドキンス、シャリーシャ・フランシスがシリーズの脚本家を務めることを発表した。さらに作曲家のベアー・マクレアリーは自身がシリーズの作曲を担当することを明かした。2014年3月、プロデューサーたちは自分たちと脚本家たちはMCU映画との辻褄を合わせるために未公開の作品の脚本を読むことができることを明かした。
シリーズでは移動手段とチーム本部を兼ねた改造されたボーイングC-17のバスが主な舞台となる。バス内部には取調室やラボ、コールソンのシボレー・コルベットなどが含まれている。シリーズはカリフォルニア州カルバーシティで撮影され、主な視覚効果はFuseFXが担当するほか、CoSA VFXも参加している。さらにMCU全体での一貫性を保つために映画でインダストリアル・ライト&マジックが作り上げたものも共有している。

### キャスティング
2012年10月、シリーズの最初の主要キャストメンバーにクラーク・グレッグが決定し、フィル・コールソンを再び演じることが発表された。その次の2ヶ月間で残りの主要キャストとしてミン・ナ・ウェンがメリンダ・メイ役、エリザベス・ヘンストリッジとイアン・デ・カーステッカーがジェマ・シモンズ役とレオポルド・フィッツ役、ブレット・ダルトンがグラント・ウォード役、クロエ・ベネットがスカイ役にキャスティングされた。第2シーズンでも主要キャストは全員続投し、さらに新たにニック・ブラッドがランス・ハンター役で加わる。

### マーベル・シネマティック・ユニバースとのタイイン
第1シーズンの第7話「バーサーカ」は2013年の映画『マイティ・ソー/ダーク・ワールド』、第16話「始まりの終わり」と第17話「疑いの連鎖」は『キャプテン・アメリカ/ウィンター・ソルジャー』の出来事が中心となっている。第14話「タヒチ」で始まる『ウィンター・ソルジャー』とクロスオーバーの原因となる全エピソードは「Uprising」と呼ばれるエピソード群の一部であった。
また、第2シーズン第1話「新生S.H.I.E.L.D.始動」と第8話「兄弟の再会」では回想シーンで北米で第2シーズン休止中に放送予定とされる、『エージェント・カーター』の主人公ペギー・カーターが登場する。第18話「敵か味方か」と第19話「汚れた6人」では『アベンジャーズ/エイジ・オブ・ウルトロン』の話が中心である。シーズン3 第20話 「解放」では『シビル・ウォー/キャプテン・アメリカ』の話が中心である。シーズン4では『ドクター・ストレンジ』にて登場したダークディメンションが話の核となっている。シーズン4第6話では、『エージェント・カーター』シーズン2に登場したアイソダイン社及び、ロクソン社が関係している。シーズン5では、『アベンジャーズ/インフィニティ・ウォー』での出来事を示すと思われる台詞が登場する。
しかし、シーズン6以降ではマーベル・シネマティック・ユニバースとのタイインはほとんど見られなくなった。シーズン5のクライマックスは『アベンジャーズ/インフィニティ・ウォー』と一致しているが、シーズン5から一年後であるシーズン6では『インフィニティ・ウォー』のラストの展開の影響が全く見られず、言及すらされていない。この事態について、エグゼクティブ・プロデューサーのジェド・ウェドンとマーベル・テレビジョンのジェフ・ローブは、シーズン6とシーズン7がマーベル・シネマティック・ユニバース本編とは異なるタイムラインでの物語であることを認めている。
シーズン7では、『エージェント・カーター』に登場したダニエル・スーザが登場する。

## 公開
| シーズン | シーズン | エピソード数 | オリジナルの放映 | オリジナルの放映 | オリジナルの放映 | DVD と Blu-ray の発売日 | DVD と Blu-ray の発売日 | DVD と Blu-ray の発売日 | Netflix 放映日 (アメリカ合衆国) |
| シーズン | シーズン | エピソード数 | 第一話           | 最終話           | 枠 (EST)         | リージョン 1            | リージョン 2            | リージョン 4            | Netflix 放映日 (アメリカ合衆国) |
| -------- | -------- | ------------ | ---------------- | ---------------- | ---------------- | ----------------------- | ----------------------- | ----------------------- | ------------------------------- |
|          | 1        | 22           | 2013年9月24日    | 2014年5月13日    | 火曜日 20:00     | 2014年9月9日            | 2014年10月20日          | 2014年11月12日          | 2014年11月20日                  |
|          | 2        | 22           | 2014年9月23日    | 2015年5月12日    | 火曜日 21:00     | 2015年9月18日           | 2015年10月19日          | 2015年11月11日          | 2015年6月11日                   |
|          | 3        | 22           | 2015年9月29日    | 2016年5月17日    | 火曜日 21:00     | TBA                     | 2017年1月30日           | 2017年3月1日            | 2016年6月16日                   |
|          | 4        | 22           | 2016年9月20日    | 2017年5月16日    | 火曜日 22:00     | TBA                     | 2018年7月2日            | 2018年11月14日          | 2017年6月15日                   |
|          | 5        | 22           | 2017年12月1日    | 2018年5月18日    | 金曜日 21:00     | TBA                     | 2018年10月1日           | 2019年4月10日           | TBA                             |
|          | 6        | 13           | 2019年5月10日    | 2019年8月2日     | 金曜日 20:00     | TBA                     | TBA                     | TBA                     | TBA                             |
|          | 7        | 13           | 2020年5月27日    | 2020年8月12日    | 水曜日 22:00     | TBA                     | TBA                     | TBA                     | TBA                             |

シリーズは155カ国・地域で認可されている。アメリカ合衆国では2013年9月24日にシリーズ初回が放送された。カナダでは2013年6月にCTVが放送権獲得を発表し、アメリカと同時に放送が開始された。2013年8月、チャンネル4がイギリスでの放送を発表し、9月27日に初回が放送された。オーストラリアでは2013年10月2日にチャンネル7により初回と第2話が放送された。

### ホームメディア
第1シーズンのBlu-ray及びDVDは2014年9月9日に発売された。ボーナスコンテンツとして製作の裏側、オーディオコメンタリー、削除されたシーン、NGシーン、テレビスペシャル『Marvel Studios: Assembling a Universe』が収録された。

## 評価

### 視聴者数
| シーズン | シーズン | 話数 | 放送日        | 放送日                | 放送日         | 放送日                | ニールセン・レイティング           | ニールセン・レイティング | ニールセン・レイティング          |
| シーズン | シーズン | 話数 | シーズン初回  | 総視聴者数 （百万人） | シーズン最終回 | 総視聴者数 （百万人） | 平均総視聴者数（含DVR） （百万人） | 順位                     | 18-49レイティング/シェア （順位） |
| -------- | -------- | ---- | ------------- | --------------------- | -------------- | --------------------- | ---------------------------------- | ------------------------ | --------------------------------- |
|          | 1        | 22   | 2013年9月24日 | 12.12                 | 2014年5月13日  | 5.45                  | 8.31                               | 43                       | 3.0/9 (20)                        |
|          | 2        | 22   | 2014年9月23日 | TBD                   | TBD            | TBD                   | TBD                                | TBD                      | TBD                               |

### 受賞
2013年6月、シリーズは他の5番組と共にテレビ批評家賞新シリーズ賞を受賞した。第40回ピープルズ・チョイス・アワードでは新テレビドラマ賞にノミネートされ、またミン・ナ・ウェンが新テレビシリーズ女優賞にノミネートされた。第40回サターン賞ではネットワークテレビシリーズ賞にノミネートされた。第66回プライムタイム・エミー賞では特殊視覚効果賞にノミネートされた。